# الرجم (بني العوام)

تعديل مصدري - تعديل

الرجم هي احدى مديريات المحويت التابعة لمحافظة المحويت، بلغ تعداد سكانها 388 نسمة حسب تعداد اليمن لعام 2004.